# Kali acetat
Kali acetat (công thức hóa học: CH3COOK) là muối hữu cơ của kali và axit acetic.

## Lịch sử
Ban đầu kali acetat là một thành phần để điều chế chất lỏng bốc khói của Cadet cùng với diarsenic trioxide (As2O3) vào năm 1760, là chất cơ kim đầu tiên được sản xuất. Nó được sử dụng như thuốc lợi tiểu và chất kiềm hóa, hoạt động như một chất điều hòa pH của dịch cơ thể sau khi được hấp thụ.

## Điều chế
Kali acetat có thể được điều chế bằng cách cho một base chứa kali như kali hydroxide hoặc kali cacbonat phản ứng với axit acetic:
CH3COOH + KOH → CH3COOK + H2O
Phản ứng kiểu này được gọi là phản ứng trung hòa.
Phân tử ngậm 1,5 nước trong dung dịch (CH3COOK·1½H2O) bắt đầu chuyển thành ngậm ½ nước ở 41,3 ℃.

## Ứng dụng

### Phá băng
Kali acetat có thể dùng như một chất phá băng thay cho các muối chloride như calci chloride hoặc magnesi chloride. Nó cung cấp lợi thế là ít phản ứng hơn trên đất và ít ăn mòn hơn, và vì lý do này kali acetat được ưa thích hơn cho việc dọn băng trên đường băng sân bay. Tuy nhiên nó đắt hơn.

### Chữa cháy
Kali acetat cũng là chất dập tắt lửa được sử dụng trong bình chữa cháy loại K do khả năng làm mát và tạo thành lớp vỏ bọc ngọn lửa của các đám cháy dầu.

### Phụ gia thực phẩm
Kali acetat là một phụ gia thực phẩm như là một chất bảo quản và điều hòa axit. Tại Liên minh châu Âu, nó được dán nhãn số E E261; nó cũng được cho phép sử dụng ở Mỹ, Úc và New Zealand. Kali biacetat (CAS #4251-29-0 ) với công thức KH(CH3COO)2 là một chất phụ gia thực phẩm có liên quan có cùng số E với kali acetat.

### Y học và hóa sinh
Trong y học, kali acetat được sử dụng như một phần của các quy trình thay thế trong điều trị nhiễm toan ceton do đái tháo đường vì khả năng phân hủy thành bicacbonat và giúp vô hiệu hóa trạng thái axit.
Trong sinh học phân tử, kali acetat được sử dụng để kết tủa các protein dodecyl sunfat (DS) và các protein liên kết với DS, cho phép loại bỏ protein khỏi DNA. Nó cũng được sử dụng làm muối cho việc kết tủa etanol của DNA.
Kali acetat được sử dụng trong hỗn hợp dùng để bảo quản mô, làm cứng, và ướp xác. Hầu hết các viện bảo tàng ngày nay đều sử dụng phương pháp dựa trên formaldehyd do Kaiserling đề xuất năm 1897, mà có dùng kali acetat. Ví dụ, xác ướp của Lenin được tắm trong một bồn chứa dung dịch kali acetat.

### Công nghiệp
Kali acetat có tác dụng xúc tác trong công nghiệp sản xuất nhựa polyurethane (PU).